# عزلة قعطبة (الضالع)

تعديل مصدري - تعديل

عزلة قعطبة هي إحدى عزل مديرية قعطبة في محافظة الضالع اليمنية ويبلغ تعداد سكانها 16076 نسمة حسب التعداد السكاني في اليمن لعام 2004.

## روابط خارجية
- الجهاز المركزي للإحصاء بالجمهورية اليمنية
- المركز الوطني للمعلومات باليمن
- World Gazetteer:Yemen
- الدليل الشامل